# Siergiej Lebiediew (informatyk)
Siergiej Aleksiejewicz Lebiediew (ros. Сергей Алексеевич Лебедев; ur. 20 października?/2 listopada 1902 w Niżnym Nowogrodzie, zm. 1974) – rosyjski naukowiec specjalizujący się w elektrotechnice i informatyce, akademik Rosyjskiej Akademii Nauk. Był współtwórcą rosyjskiej informatyki.
W 1928 ukończył studia na Wydziale Elektrotechnicznym Moskiewskiej Wyższej Szkoły Technicznej, później był w niej wykładowcą, w 1936 został profesorem Moskiewskiego Instytutu Energetycznego, w 1941 otrzymał stopień doktora nauk technicznych. Od lutego 1945 był członkiem rzeczywistym Akademii Nauk Ukraińskiej SRR, od maja 1946 dyrektorem Instytutu Energetyki/Instytutu Elektrotechniki Akademii Nauk Ukraińskiej SRR, 23 października 1953 został członkiem rzeczywistym Akademii Nauk ZSRR. Konstruktor komputera MESM i rodziny komputerów BESM.
Bohater Pracy Socjalistycznej (1 czerwca 1956), laureat Nagrody Stalinowskiej (1960), Nagrody Leninowskiej (1966) i Nagrody Państwowej ZSRR (1969), czterokrotny kawaler Orderu Lenina, Orderu Rewolucji Październikowej i dwukrotny Orderu Czerwonego Sztandaru Pracy. Pochowany na Cmentarzu Nowodziewiczym.